# Кампенгаузен
Кампенгаузен нім. von Campenhausen — баронський рід, представники якого були підданцями різних держав.

## Історія
Походить з  Голландії, звідки його предки переселились до Любека. Любекський патрицій Герман Кампенгаузен переселився близько середини XVII століття до Стокгольма. Його сини Лоренц і Йоганн-Герман отримали в Швеції дворянський титул.
Його онук Йоганн пішов на польську воєнну службу (помер 1742; від нього походить польська гілка дворян Кампенгаузен).
Рід баронів Кампенгаузен було внесено до матрикула ліфляндського дворянства.

## Відомі представники фамілії
Йоганн Кампенгаузен (нім. Johann Camphusen) був мером міста Рига
- Його нащадок барон Бальтазар (I) фон Кампенгаузен (1689–1758) був до Полтавської битви на службі короля Швеції Карла XII, а потім на російській службі полковником. Брав участь у важливих битвах  Північної війни і отримав п'ять поранень. 1741 року він був уже генерал-лейтенантом, а закінчив службу у званні генерал-аншефа. Потім упродовж двох років був губернатором російської Фінляндії. За заслуги він був нагороджений імператрицею Росії і в 1744 отримав також баронський титул Королівства Шведського. Йоганн Бальтазар фон Кампенгаузен був одружений двічі й всього мав 10 дітей. З його синів двоє були російськими сенаторами:
  - барон Христофор фон Кампенгаузен (Johann Christophor (I)) (1716–1782) — дійсний таємний радник, сенатор;
    - барон Лейон Пірс Бальтазар фон Кампенгаузен (1745–1807) — письменник, поет, публіцист;

  - барон Бальтазар (II) фон Кампенгаузен (1745–1800) — таємний радник, сенатор і губернатор Ліфляндії. Вчився в університетах Хельмштедта, Галле і Лейпцига, а потім він відвідав Голландію, Англію і Францію. Від шлюбу з Софією Елеонорою Волдек фон Арнебург[3] у нього було чотири сини і три доньки:
    - барон Бальтазар (III) фон Кампенгаузен (1772–1823) — державний діяч. Був міським головою в Таганрозі (1805–1809), членом Державної Ради, державним контролером і керівником міністерства внутрішніх справ.
    - барон Герман фон Кампенгаузен (Hermann Johann) (1773–1836) був першим головою Товариства історії та стародавностей Остзейських губерній, запровадженого 1834 року.[4]
    - барон Кристофер фон Кампенгаузен (Johann Christophor (II)) (1780–1841) був членом консисторції (нім. Oberkonsistoriums) в Санкт-Петербурзі. У нього було одинадцять дітей, багато з яких стали високими посадовими особами в імперії.

Ганс Еріх фон Кампенгаузен (1903–1989) протестантський німецький теолог.